# Bo Evander
Bo Erik Hjalmar Evander, född 4 februari 1948, är en svensk före detta fotbollsmålvakt som spelade en enda match i allsvenskan för Gais säsongen 1972.
Evander värvades till Gais 1970 från Ystads IF. Han spelade några träningsmatcher för Gais, men blev främst reserv, först bakom Kent Harman och Benno Larsen, och sedan bakom Kjell Uppling. Evander stod bara i en enda seriematch för klubben, mot IFK Norrköping den 4 juni 1972, då Uppling var skadad. Han släppte fyra bollar förbi sig, varav två mål av Ove Kindvall, och Gais förlorade med 1–4. Till säsongen 1973 gick han till BK Häcken.